# Carlos Squeo
Carlos Vicente Squeo (Dock Sud, 1948. június 4. – 2019. szeptember 8.) válogatott argentin labdarúgó, hátvéd.

## Pályafutása

### Klubcsapatban
1968 és 1972 között a Racing Club, 1973-ban a Vélez Sarsfield, 1974 és 1977 között ismét a Racing Club, 1977 és 1979 között a Boca Juniors labdarúgója volt. 1979–80-ban a mexikói CD Oro csapatában szerepelt. 1981-ben hazatért és Loma Negra játékosa lett. 1983-ban az Instituo de Córdoba, 1984-ben a Racing Club, 1985-ben a Belgrano, 1985–86-ban a Dock Sud, 1986–87-ben az Alumni de Villa María labdarúgója volt.

### A válogatottban
1973–74-ben kilenc alkalommal szerepelt az argentin válogatottban. Részt vett az 1974-es NSZK-beli világbajnokságon.

## Sikerei, díjai
Boca Juniors
- Copa Libertadores
  - győztes: 1978